# Jembrana (geslacht)
Jembrana is een geslacht van halfvleugeligen uit de familie Aphrophoridae. De wetenschappelijke naam van dit geslacht werd voor het eerst geldig gepubliceerd in 1908 door William Lucas Distant.

## Soorten
Het geslacht Jembrana omvat de volgende soorten:
- Jembrana albinotata Kato, 1933
- Jembrana bipartita Distant, 1916
- Jembrana buprestioides Distant, 1908
- Jembrana centralis Matsumura, 1940
- Jembrana costalis Distant, 1916
- Jembrana daitoensis Matsumura, 1940
- Jembrana flavomaculata Kato, 1933
- Jembrana formosana Kato, 1933
- Jembrana kankonis Matsumura, 1942
- Jembrana kanoniella Matsumura, 1940
- Jembrana montana Distant, 1908
- Jembrana nawae Kato, 1933
- Jembrana obesa Distant, 1916
- Jembrana ornata Distant, 1908
- Jembrana ovalis Metcalf & Horton, 1934
- Jembrana punctipennis Kato, 1933